# 千葉ポートパーク
千葉ポートパーク（ちばポートパーク）は、千葉県千葉市中央区中央港にある県立の港湾環境整備施設（港湾緑地）である。指定管理者制度に基づき、塚原緑地研究所が管理・運営を行っている。

## 概要
この地は「千葉港発祥の地」であり、現在でも港を行きかう船を見ることができる。公園は、市民の憩いの場として利用されている。
近くには、針葉樹庭園（コニファーガーデン）がある。この庭園は、千葉県の姉妹州である「ウィスコンシン州」との交流を記念して作られた。そのほか、千葉港の姉妹港であるポートランド港から贈られたトーテムポールがある。

## 歴史
1986年 - 隣接する千葉ポートタワーとあわせて千葉県民500万人突破記念としてオープン。

## 施設
- 芝生広場[2]
  - 円形広場 - 約2万㎡[1]
    - 野外ステージ

  - 遊々広場 - 約1万1800㎡[1]
- ウォータープラザ - 6000㎡（夏休み期間限定[2]）
- ビーチプラザ - 延長590mの人工海浜[1]
- アウトドア広場
  - バーベキュー場
  - 七洋の広場
- テニスコート - 4面（有料）[1]
- 園内周遊路 - 延長4600m[1]
- 園内花木 - 約11万本[1]
- 駐車場 - 乗用車250台、大型バス13台[1]
- 千葉ポートタワー

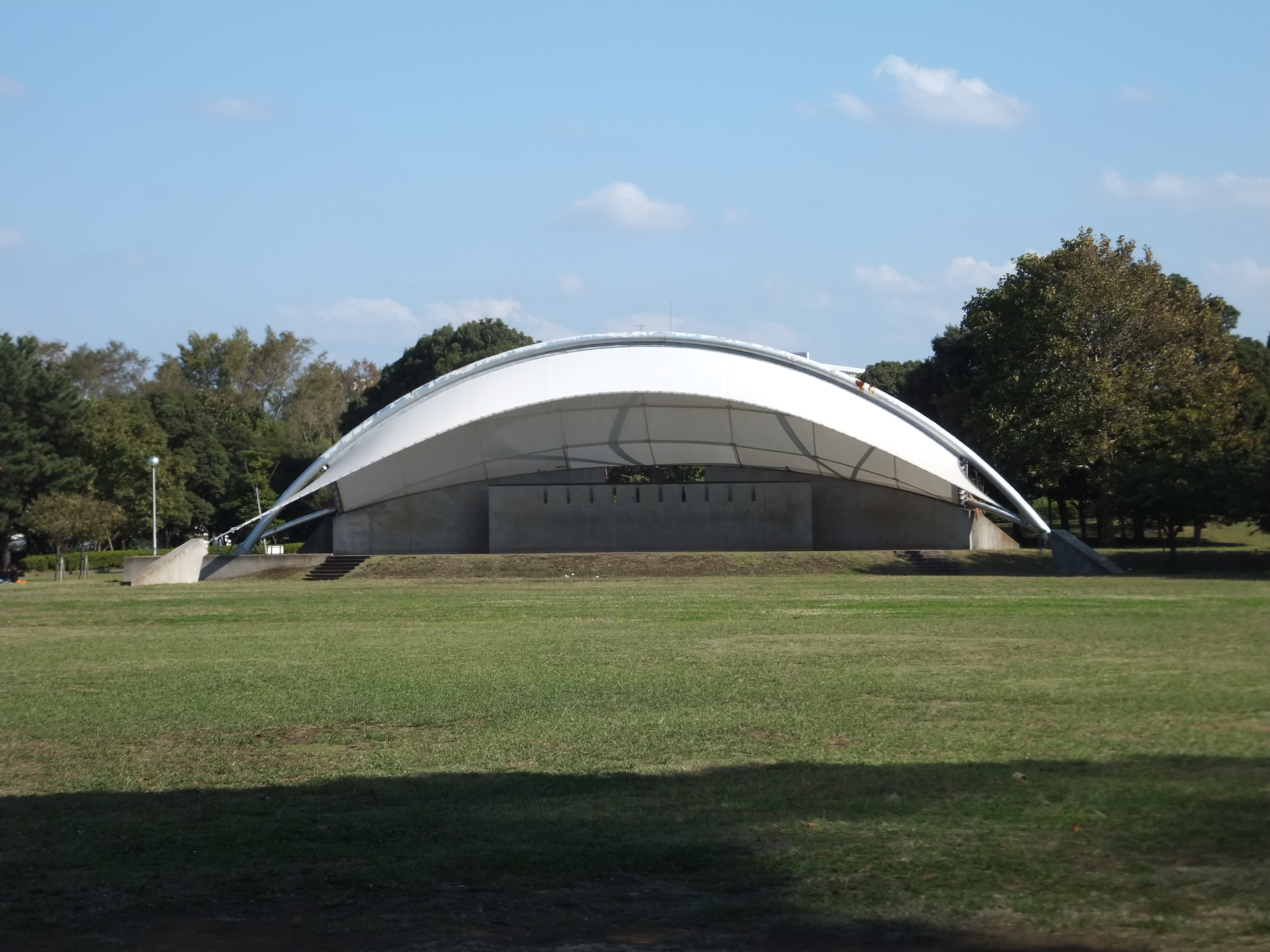
野外ステージ
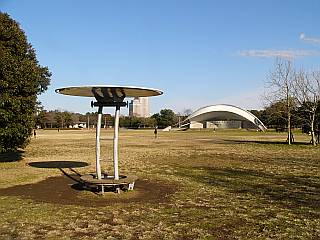
円形広場
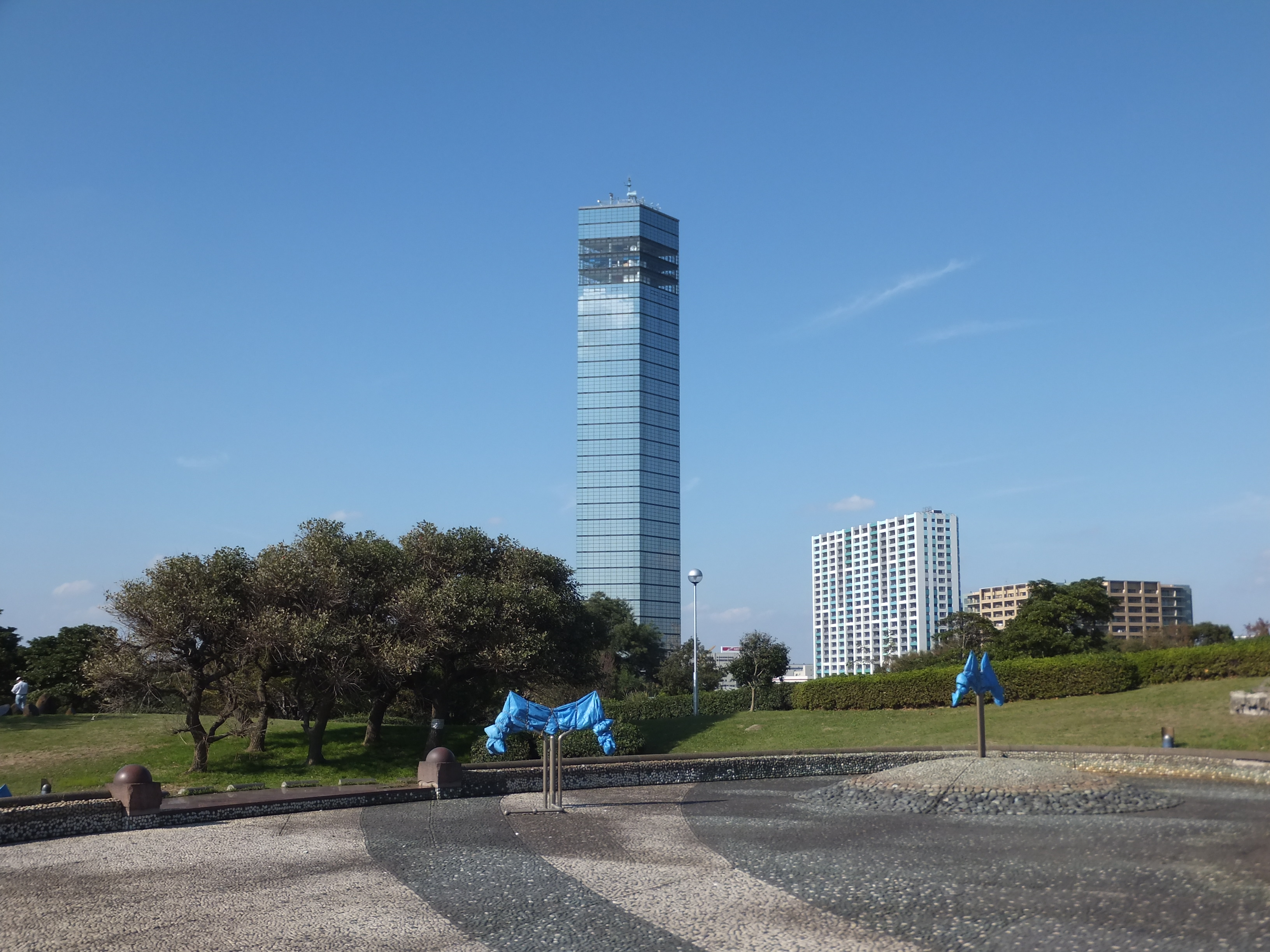
ウォータープラザと千葉ポートタワー
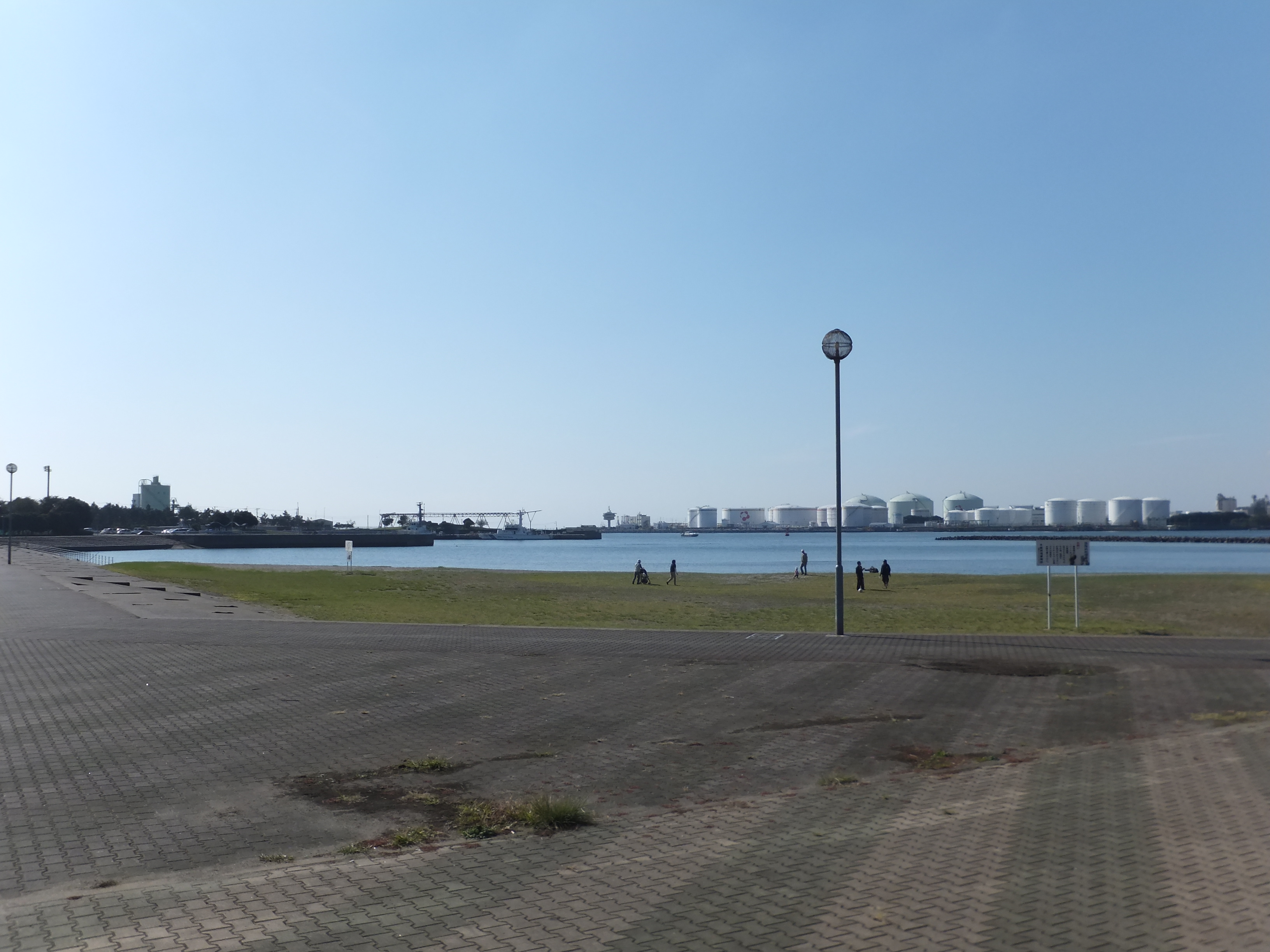
ビーチプラザ